# Conrad Ahlers

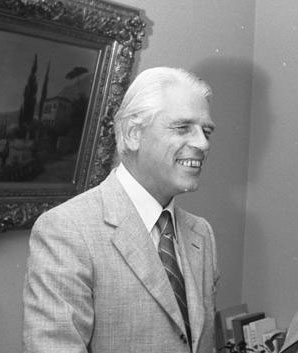
Conrad Ahlers (1974)

Conrad Ahlers (* 8. November 1922 in Hamburg; † 18. Dezember 1980 in Bonn) war ein deutscher Journalist und Politiker (SPD). Ein Artikel von Ahlers löste 1962 die Spiegel-Affäre aus.

## Leben
Conrad Ahlers, Sohn des Exportkaufmanns Adolf Ahlers und einer Pastorentochter, trat nach seinem Abitur am Heinrich-Hertz-Gymnasium 1941 in die Wehrmacht ein.
Im Zweiten Weltkrieg war er bei der 1. Fallschirmjäger-Division, zuletzt als Ordonnanzoffizier (Leutnant) der III. Abteilung des Fallschirm-Artillerie-Regiments 1. Ahlers wurde an der Ostfront und von 1943 bis 1945 in Italien eingesetzt und nahm unter anderem an der Schlacht um Monte Cassino teil.
Nach Kriegsende studierte er Volkswirtschaft an der Universität Hamburg. Ab 1947 arbeitete er als Journalist, von 1948 bis 1949 in London beim Deutschen Dienst der BBC.
Conrad Ahlers war 1947 Mitbegründer der Jungen Union. 1949 wurde er Redakteur beim Deutschen Allgemeinen Sonntagsblatt. 1951 wechselte Ahlers als Chef vom Dienst zum Presse- und Informationsamt der Bundesregierung. 1952 wurde er Pressereferent in der Dienststelle von Theodor Blank, dem Amt Blank und Vorläufer des heutigen Bundesministeriums der Verteidigung.
1954 ging er als außenpolitischer Redakteur zur Tageszeitung Die Welt, wurde 1957 Bonner Korrespondent für das Nachrichtenmagazin Der Spiegel, 1959 innenpolitischer Redakteur der Frankfurter Rundschau und 1962 stellvertretender Chefredakteur des Spiegel. Am 8. Oktober 1962 veröffentlichte Ahlers im Spiegel einen Artikel über den Zustand der Bundeswehr mit dem Titel Bedingt abwehrbereit, in dem unter anderem der damalige Verteidigungsminister Franz Josef Strauß heftig kritisiert wurde. Das war der Auslöser für die Spiegel-Affäre. Auf Veranlassung von Strauß wurde Ahlers zusammen mit seiner Frau im Urlaub unter Vortäuschung falscher Tatsachen in Spanien von der Polizei inhaftiert. Strauß, der seine Verwicklung in die Affäre wider besseres Wissen abgestritten hatte, wurde durch den Rücktritt der fünf FDP-Minister in der Bundesregierung zum Ausscheiden aus der Regierung gezwungen. Im Dezember 1962 wurde Ahlers aus der Haft entlassen. Am 13. Mai 1965 wurde das Verfahren des Vorwurfs des Geheimnisverrats gegen ihn durch den Bundesgerichtshof als unbegründet eingestellt.
1968 trat Ahlers der SPD bei. Im ersten Kabinett des Bundeskanzlers Willy Brandt war er von 1969 bis 1972 als beamteter Staatssekretär Regierungssprecher und Chef des Presse- und Informationsamtes der Bundesregierung, dessen stellvertretender Leiter er zuvor in der großen Koalition von 1966 bis 1969 gewesen war.
Am 6. September 1972 um 0 Uhr sprach er als Sprecher der Bundesregierung in mehreren TV-Interviews, bezüglich des zu diesem Zeitpunkt noch in Gange befindlichen und schließlich gescheiterten Befreiungsversuchs der israelischen Mannschaft bei Geiselnahme durch die palästinensische Terrororganisation Schwarzer September während der Olympischen Sommerspiele in München, noch von einer „glücklichen und gut verlaufenen Aktion“.

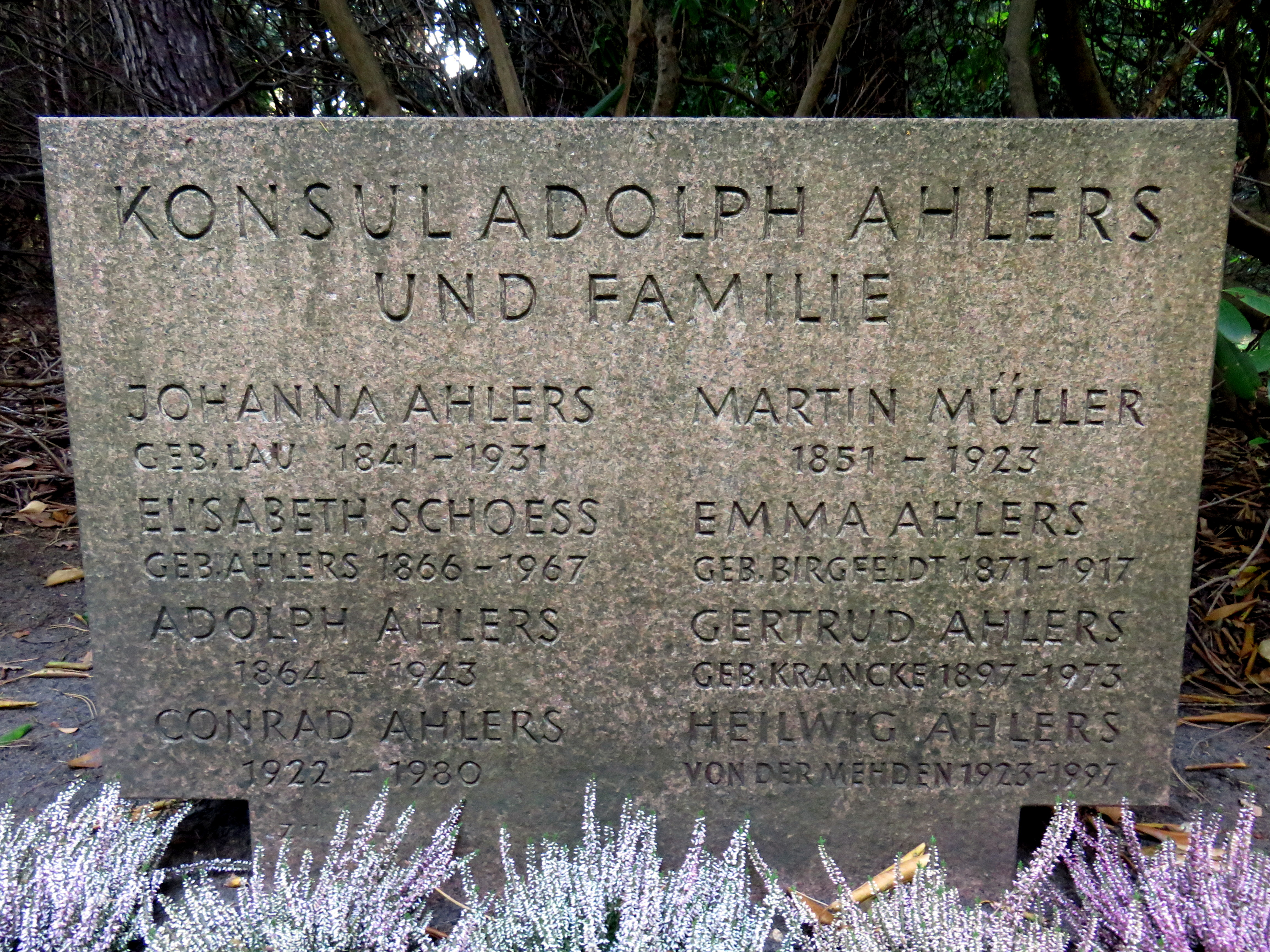
Grab Conrad Ahlers auf dem Friedhof Ohlsdorf

Vom 13. Dezember 1972 bis 7. März 1980 war Ahlers für Rheinland-Pfalz im Wahlkreis Bad Kreuznach/Birkenfeld zwei Wahlperioden lang Abgeordneter der SPD im Deutschen Bundestag; dort gehörte Ahlers, selbst Major der Reserve, dem Verteidigungsausschuss an. Aufgrund der Wahl zum Intendanten der Deutschen Welle im Dezember 1979 legte er sein Bundestagsmandat nieder. Auch während seiner Abgeordnetentätigkeit war er journalistisch für verschiedene Zeitungen sowie ab 1973 für die Öffentlichkeitsarbeit der Alfried Krupp von Bohlen und Halbach-Stiftung tätig.
Ahlers starb unerwartet am 18. Dezember 1980 an einem Kreislaufversagen. Er war evangelisch und mit der Kolumnistin und Buchautorin Heilwig von der Mehden verheiratet. Seine beiden Kinder Detlev (1953–2022) und Sibylle (* 1961) wurden ebenfalls Journalisten.
Auf dem Ohlsdorfer Friedhof in Hamburg wird bei Planquadrat Z 11 südwestlich Nordteich auf dem Familiengrabstein an Conrad Ahlers erinnert.